# 检察长 (中华人民共和国)
检察长是中华人民共和国人民检察院的首长级职务。

## 任免权与任期
根据《中华人民共和国人民检察院组织法》：
- 最高人民检察院检察长由全国人民代表大会选举和罢免，副检察长、检察委员会委员和检察员由检察长提请全国人民代表大会常务委员会任免。
- 地方各级人民检察院检察长由本级人民代表大会选举和罢免，副检察长、检察委员会委员和检察员由检察长提请本级人民代表大会常务委员会任免。地方各级人民检察院检察长的任免，须报上一级人民检察院检察长提请本级人民代表大会常务委员会批准。省、自治区、直辖市人民检察院分院检察长、副检察长、检察委员会委员和检察员，由省、自治区、直辖市人民检察院检察长提请本级人民代表大会常务委员会任免。

人民检察院检察长任期与产生它的人民代表大会每届任期相同。

## 职权
根据《中华人民共和国人民检察院组织法》
- 人民检察院检察长领导本院检察工作，管理本院行政事务。人民检察院副检察长协助检察长工作。
- 检察官在检察长领导下开展工作，重大办案事项由检察长决定。检察长可以将部分职权委托检察官行使，可以授权检察官签发法律文书。
- 检察委员会会议由检察长或者检察长委托的副检察长主持。
- 人民检察院检察长或者检察长委托的副检察长，可以列席同级人民法院审判委员会会议。